# Episodi di Follyfoot (terza stagione)
La terza stagione della serie televisiva Follyfoot è stata trasmessa in anteprima nel Regno Unito dalla Independent Television tra il 23 giugno 1973 e il 15 settembre 1973.
| nº | Titolo originale        | Titolo italiano | Prima TV UK       | Prima TV Italia |
| -- | ----------------------- | --------------- | ----------------- | --------------- |
| 1  | The Distant Voice       |                 | 23 giugno 1973    |                 |
| 2  | The Four Legged Hat     |                 | 30 giugno 1973    |                 |
| 3  | Barney                  |                 | 7 luglio 1973     |                 |
| 4  | Miss Him When He's Gone |                 | 14 luglio 1973    |                 |
| 5  | The Dream               |                 | 21 luglio 1973    |                 |
| 6  | The Challenge           |                 | 28 luglio 1973    |                 |
| 7  | The Letter              |                 | 4 agosto 1973     |                 |
| 8  | The Bridge Builder      |                 | 11 agosto 1973    |                 |
| 9  | Uncle Joe               |                 | 18 agosto 1973    |                 |
| 10 | The Helping Hand        |                 | 25 agosto 1973    |                 |
| 11 | Rain on Friday          |                 | 1º settembre 1973 |                 |
| 12 | Hazel                   |                 | 8 settembre 1973  |                 |
| 13 | Walk in the Wood        |                 | 15 settembre 1973 |                 |